# Parnahyba SC
A Parnahyba Sport Club, röviden Parnahyba egy Parnaíba városában, 1913-ban alapított brazil labdarúgócsapat. A Piauiense állami bajnokság részt vevője.	

## Története
A klubot 1913-ban hozták létre, és viszonylag hamar, az első alkalommal kiírt 1916-os állami bajnokságban a csúcsra jutottak. Kisebb-nagyobb sikereket követően a 2000-es évek egyik legkiemelkedőbb csapatává nőtte ki magát és 12 állami bajnoki címével a harmadik legeredményesebb klub az államban.	

## Sikerlista

### Állami
- 12-szeres Piauiense bajnok: 1916, 1924, 1925, 1927, 1929, 1930, 1940, 2004, 2005, 2006, 2012, 2013

## Játékoskeret
2015-től
| # |     | Poszt | Név             |
| - | --- | ----- | --------------- |
|   | BRA | K     | Allyson Pereira |
|   | BRA | K     | Ribamar         |
|   | BRA | K     | Wiliam          |
|   | BRA | K     | Igor            |
|   | BRA | V     | Weverton        |
|   | BRA | V     | Jeferson        |
|   | BRA | V     | Puxa            |
|   | BRA | V     | Didi            |
|   | BRA | V     | Barata          |
|   | BRA | V     | Damisson        |
|   | BRA | V     | Fred            |
|   | BRA | V     | Armeiro         |
|   | BRA | V     | Sorin           |
|   | BRA | KP    | Renato Frota    |
|   | BRA | KP    | Totonho         |

| # |     | Poszt | Név               |
| - | --- | ----- | ----------------- |
|   | BRA | KP    | Felipe            |
|   | BRA | KP    | Luciano           |
|   | BRA | KP    | Isael             |
|   | BRA | KP    | Tadeu             |
|   | BRA | KP    | Vitinho           |
|   | BRA | KP    | Carlinhos         |
|   | BRA | KP    | Jeferson Piauí    |
|   | BRA | KP    | Juninho           |
|   | BRA | KP    | Sávio             |
|   | BRA | CS    | Lekão             |
|   | BRA | CS    | Sandro            |
|   | BRA | CS    | Francisco Puxinha |
|   | BRA | CS    | Thiago Lima       |
|   | BRA | CS    | Ênio              |
|   | BRA | CS    | Jorginho          |